# Serafin (Zborowski)
Serafin, imię świeckie Siergiej Iwanowicz Zborowski (ur. 10 października?/22 października 1895 w Niżynie, zm. 1937) – biskup Rosyjskiego Kościoła Prawosławnego.

## Życiorys
Ukończył gimnazjum, a następnie seminarium duchowne w Charkowie. Ukończył I rok studiów na Kijowskiej Akademii Duchownej do momentu jej zamknięcia przez władze bolszewickie. 18 czerwca 1919 został postrzyżony na mnicha. Następnie przyjął święcenia kapłańskie i otrzymał godność archimandryty. Przez pewien czas był przełożonym monasteru Zwiastowania w Niżynie.
Chirotonię biskupią przyjął 16 maja 1931 w Saratowie z rąk metropolity saratowskiego i wolskiego Serafina, saratowskiego biskupa seniora Dosyteusza oraz biskupa jenotajewskiego Aleksego. Został wówczas wikariuszem eparchii saratowskiej z tytułem biskupa pokrowskiego. We wrześniu tego samego roku jego tytuł uległ zmianie na biskup pugaczowski. Odszedł w stan spoczynku w sierpniu lub w listopadzie 1931.
W październiku 1932 został ordynariuszem eparchii melekeskiej, przejmując równocześnie tymczasowy zarząd nad wakującą eparchią uljanowską. Na urzędzie pozostawał przez dwa lata. Od czerwca do grudnia 1934 był biskupem czeboksarskim i czuwaskim, następnie do stycznia 1935 – biskupem czyckim i zabajkalskim. Od września 1935 do kwietnia 1936 zarządzał eparchią krasnojarską. Od września 1936 przez rok był biskupem aktubińskim i kustanajskim. Aresztowany we wrześniu 1937 w Aktiubińsku, został skazany na śmierć i rozstrzelany najprawdopodobniej jeszcze w tym samym roku.